# تحليل بعدي

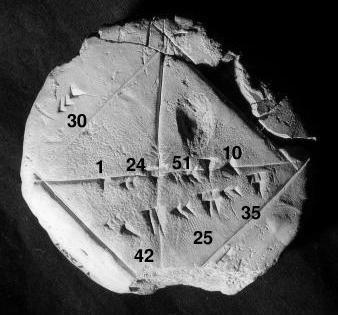

في الفيزياء وكافة العلوم الأخرى، يعرّف «التحليل البعدي» على أنه عملية التحقق من العلاقات بين الكميات الفيزيائية بتحديد أبعادها. أما أبعاد أي كمية فيزيائية فهي مجموع «الأبعاد الفيزيائية الأساسية» التي تتكون منها الكمية. ومن الأبعاد الفيزيائية الأساسية الطول والكتلة والزمن والشحنة الكهربائية. فالسرعة مثلاً لها بعد طولي (أو المسافة) لكل وحدة زمن، ويمكن قياسها بالأمتار لكل ثانية، أو أميال لكل ساعة، أو بوحدات أخرى. بطريقة مماثلة فإن التيار الكهربائي يقاس بعدد الشحنات الكهربائية لكل وحدة زمن (أي معدل تدفق الشحنات) وتقاس بـكولوم (وحدة قياس الشحنة الكهربائية) لكل ثانية أو بوحدة أمبير التي تعادلها.
يرتكز التحليل البعدي على حقيقة أن أي قانون فيزيائي يجب أن يكون مستقلاً من حيث الوحدات المستخدمة لقياس المتغيرات الفيزيائية. والمحصلة الواضحة هناك هي أن أي معادلة ذات مغزى (أو أي متباينة رياضية) ولامعادلة) يجب أن تكون أبعادها في الطرف الأيمن هي نفس الأبعاد في الطرف الأيسر. إن التحقق من ذلك هو الطريقة الأساسية لعمل التحليل البعدي.
يستخدم التحليل البعدي بصورة روتينية للتحقق من معقولية المعادلات المشتقة والحسابيات. كما تستخدم لصياغة فرضيات معقولة عن الظروف الفيزيائية المعقدة التي يمكن فحصها بالتجربة أو باستخدام النظريات الأكثر تطوراً عن تلك الظاهرة، كما يستخدم لتصنيف أنواع الكميات والوحدات الفيزيائية بناءً على علاقاتها مع أو استقلالها عن وحدات أخرى أو عن أبعادها إن وجدت.

## مبدأ التماثل العظيم
كان المبدأ الأساسي لتحليل الأبعاد معروفاً بالنسبة لإسحاق نيوتن (1686)، والذي أشار إليه على أنه «مبدأ التماثل العظيم».
لعب جيمس كليرك ماكسويل دوراً هاماً في تأسيس الاستخدامات الحديثة للتحليل البعدي، وذلك باختيار كل من الكتلة والطول والزمن كوحدات أساسية، في حين أشار إلى الوحدات الأخرى كوحدات مشتقة.
قدّم عالم الرياضيات الفرنسي جوزيف فورييه (القرن التاسع عشر) مساهمات هامة  تقوم على فكرة أن القوانين الفيزيائية كقوانين نيوتن للحركة يجب أن تكون مستقلة عن الوحدات المستخدمة لقياس المتغيرات الفيزيائية. قاد ذلك إلى استنتاج مفاده أن القوانين ذات المعنى يجب أن تكون معادلات متجانسة من حيث وحدات القياس المختلفة؛ وقد صيغت هذه النتيجة في نظرية π باكينغهام. توضح هذه النظرية كيف أن كل معادلة ذات معنى من الناحية الفيزيائية تتضمن عدد «ن» من المتغيرات يمكن إعادة كتابتها كـ ن- م بمعاملات غير بعدية، حيث م رتبة المصفوفة البعدية. أما الأهم من ذلك، تعتبر هذه النظرية وسيلة لحساب المعاملات غير البعدية من المتغيرات المعطاة.
قد تتضمن المعادلة البعدية أبعاداً مختزلة أو مختصرة بواسطة عملية «إلغاء الأبعاد» والتي تبدأ بعملية التحليل البعدي، وتتضمن كميات لتحديد مقاييس لنظام أو وحدات طبيعية. وهذا يلقى نظرة فاحصة على الخصائص الأساسية للنظام، كما هو موضح في الأمثلة أدناه.

### التعريف
البعد هو كمية فيزيائية يمكن التعبير عنه كحصيلة للأبعاد المادية الأساسية الكتلة (M) والطول (L) والزمن (T) والشحنة الكهربائية (Q) ودرجة الحرارة المطلقة (Θ).
مصطلح البعد هو أكثر تجريداً من نطاق وحدات القياس: فالكتلة هي بعد، في حين الكيلوغرام هو وحدة لقياس الحجم في البعد الكمي.
من الأمثلة على ذلك، إن بعد الكمية الفيزيائية السرعة هو الطول\الزمن (الطول مقسوماً على الزمن) (L/T or LT−1)، أما بعد الكمية الفيزيائية القوة فهو «الكتلة × تسارع» أو «الكتلة×(الطول\الزمن)\الزمن» (ML/T2 or MLT−2).
من حيث المبدأ، يمكننا تعريف أبعاد لكميات فيزيائية أخرى كأبعاد أساسية (كزخم الحركة أو الطاقة أو تيار كهربائي). لا يضع العديد من الفيزيائيين درجة الحرارة "Θ" كبعد أساسي للكميات الفيزيائية، وذلك لأنها تعبر عن طاقة كل جزيئ لكل درجة حرية، والتي يمكن التعبير عنها من حيث الطاقة (أو الكتلة والطول والزمن).
لكن لا يزال فيزيائيون آخرين لا يعتقدون أن الشحنة الكهربائية (Q) كبعد أساسي منفصل للكميات الفيزيائية، لأنه يُعَبَّر عنها كنظام من نظام وحدات سنتيمتر غرام ثانية. كما أن هناك فيزيائيون يشكون في وجود أبعاد أساسية غير متوافقة مع الكميات الفيزيائية
إن وحدات قياس الكميات الفيزيائية وأبعادها مترابطة بعضها ببعض، لكنها ليست ذات مفاهيم متطابقة. فوحدات الكميات الفيزيائية تعرّف بالاتفاق وترتبط ببعض المعايير؛ على سبيل المثال، ثمة وحدات عديدة لقياس الطول كالمتر والقدم والإنش والميل والميكروميتر، ولكن الطول له بعد واحد هو L أو ط، وهو مستقل عن وحدات القياس المستخدمة لقياسه.
تستخدم عملية تحويل الوحدات للربط بين وحدتين مختلفتين تستخدمان لقياس نفس الكمية الفيزيائية. على سبيل المثال، 1 بوصة = 2.54 سنتيمتر، وعليه فإن (2.54 cm/in) هو معامل التحويل، وهو بذاته غير بعدي ويساوي 1. بناءً على ذلك، إن ضرب المقدار بمعامل التحويل هذا لن يغير الكمية. ويشار إلى أن الرموز البعدية ليس لها معاملات تحويل.

### وحدات القياس المعيارية
| الطاقةE [الكتلة][الطول]2[T]−2 | التعبير                                                       | المصطلح                                                                                              |
| ----------------------------- | ------------------------------------------------------------- | --- |
| ميكانيكي                      | {\displaystyle Fd\,\!}                                        | F = القوة، d = المسافة                                                                               |
| ميكانيكي                      | {\displaystyle S/t\equiv Pt\,\!}                              | S = الحركة، t = الزمن، P = القدرة                                                                    |
| ميكانيكي                      | {\displaystyle mv^{2}\equiv pv\equiv p^{2}/m\,\!}             | m = كتلة، v = سرعة متجهة، p = زخم الحركة                                                             |
| ميكانيكي                      | {\displaystyle I\omega ^{2}\equiv L\omega \equiv L^{2}/I\,\!} | L = زخم زاوي، I = عزم العطالة، ω = سرعة زاوية                                                        |
| حراري                         | {\displaystyle pV\equiv nRT\equiv k_{B}T\equiv TS\,\!}        | p = الضغط، T = درجة حرارة، S = التحول، kB = ثابت بولتزمان، R = ثابت الغازات العام                    |
| الأمواج                       | {\displaystyle IAt\equiv SAt\,\!}                             | I = الموجة الشدة، S = متجه بوينتنغ                                                                   |
| كهرومغناطيسية                 | {\displaystyle q\phi \,\!}                                    | q = شحنة كهربائية، ϕ = كمون كهربائي (لتغير جهد (كهرباء))                                             |
| كهرومغناطيسية                 | {\displaystyle \epsilon E^{2}V\equiv B^{2}V/\mu \,\!}         | E = حقل كهربائي، B = حقل مغناطيسي، ε= سماحية، μ = نفاذية (كهرومغنطيسية)، V = 3d حجم                  |
| كهرومغناطيسية                 | {\displaystyle pE\equiv mB\equiv IA\,\!}                      | p = عزم ثنائي قطب، m = العزم المغناطيسي، A = مساحة (يحدها المدار الحالي)، I = تيار كهربائي في المدار |

| الزخمp [M][L][T]−1 | التعبير                                              | المصطلح                                                                                          |
| ------------------ | ---------------------------------------------------- | ------------------------------------------------------------------------------------------------ |
| ميكانيكي           | {\displaystyle mv\equiv Ft}                          | m = الكتلة، v = التسارع، F = القوة، t = الزمن                                                    |
| ميكانيكي           | {\displaystyle S/r\equiv L/r\,\!}                    | S = الحركة، L = الزخم الزاوي، r = إزاحة                                                          |
| حراري              | {\displaystyle m{\sqrt {\langle v^{2}\rangle }}\,\!} | {\displaystyle {\sqrt {\langle v^{2}\rangle }}\,\!} = جذر متوسط مربع التسارع، m = الكتلة (لجزيء) |
| الموجات            | {\displaystyle \rho Vv\,\!}                          | ρ = كثافة، V = حجم ثلاثي الأبعاد، v سرعة الطور،                                                  |
| الكهرومغناطيسية    | {\displaystyle qA\,\!}                               | A = المحتمل المغناطيسي                                                                           |

| القوة F [M][L][T]−2 | التعبير                                | المصطلح                                                             |
| ------------------- | -------------------------------------- | ------------------------------------------------------------------- |
| ميكانيكي            | {\displaystyle ma\equiv p/t\,\!}       | m = الكتلة، a = التسارع                                             |
| الحرارة             | {\displaystyle T\delta S/\delta r\,\!} | S التحول، T = درجة الحرارة، r = الإزاحة                             |
| الموجات             | {\displaystyle \rho Vv\,\!}            | ρ = كثافة الكتلة، V = حجم (ثلاثي الأبعاد)، v تسارع الطور،           |
| الكهرومغناطيسية     | {\displaystyle Eq\equiv Bqv\,\!}       | E = الحقل المغناطيسي، B = الحقل المغناطيسي، v = التسارع، q = الشحنة |

### الوحدات الطبيعية
إذا كانت "c" = "h" =1، حيث c = سرعة الضوء و h = ثابت بلانك، وبافتراض اختيار وحدة ثابتة ملائمة للطاقة، فإنه يمكن التعبير عن جميع كميات الطول "L"، والكتلة "M" والزمن "T" (بعدياً) كقوة للطاقة «ط». وذلك لأنه يمكن التعبير عن الطول والكتلة والزمن باستخدام السرعة والحركة والطاقة.
{\displaystyle M=E/v^{2},\quad L=Sv/E,\quad t=S/E\,\!}
though speed and action are dimensionless (v = c = 1 and S = ħ = 1) — so the only remaining quantity with dimension is energy. In terms of powers of dimensions:
{\displaystyle E^{n}=M^{p}L^{q}t^{r}=E^{p-q-r}\,\!}
This particularly useful in particle physics and high energy physics, in which case the energy unit is the electron volt (eV). Dimensional checks and estimates become very simple in this system.
However — if electric charges and currents are involved, another unit to be fixed is for electric charge, normally the شحنة أولية e though other choices are possible.
| الكمية   | p,q,r أسس الطاقة | p,q,r أسس الطاقة | p,q,r أسس الطاقة | n أسس الطاقة |
| -------- | ---------------- | ---------------- | ---------------- | ------------ |
| الكمية   | p                | q                | r                | n            |
| الحركة S | 1                | 2                | –1               | 0            |
| السرعة V | 0                | 1                | –1               | 0            |
| الكتلة M | 1                | 0                | 0                | 1            |
| الطول L  | 0                | 1                | 0                | –1           |
| الزمن T  | 0                | 0                | 1                | –1           |
| الزخم p  | 1                | 1                | –1               | 1            |
| الطاقة E | 1                | 2                | –2               | 1            |